# Вингокер
Винго́кер (швед. Vingåker) — посёлок городского типа (швед. tätort) в Швеции, административный центр одноименной коммуны в лене Сёдерманланд.

## География
Вингокер расположен в исторической провинции Свеаланд в 129 км к западу от Стокгольма. Высота над уровнем моря 44 м.
Через населенный пункт протекает ручей Вингокерсон.
В пределах Вингокера принято выделять несколько частей, которые в свое время являлись хуторами и деревнями, относящимися к Вингокерскому приходу: Хакста, Сэвста, Ваннала, Видокер, Вреттста, Осен, Евре Ваннала.
Ближайший город — Катринехольм (19,8 км).

## Климат
Климат влажный континентальный. Среднегодовая температура воздуха составляет 6,3 °C. Среднегодовое количество осадков 595 мм рт. ст.

## История
Населенный пункт возник в Средние века как церковное поселение и относился к Вингокерскому приходу. В письменном источнике 1314 года топоним Вингокер употребляется в форме Wikinghaker, что можно перевести как «народ, живущий у залива».
17 июня 1754 года церковный приход разделился на Восточный и Западный, и поселение стало относиться к последнему.
В 1862 году в Швеции была проведена реформа административного деления, в результате которой Вингокер вошел в состав вновь образованной сельской коммуны Западного Вингокера (в 1963 года переименована в сельскую коммуну Вингокера).
Когда была проложена Западная магистраль железной дороги, соединившая Стокгольм с Гётеборгом, в 1862 году в Вингокере построили железнодорожную станцию, а вокруг неё возникли новые постройки (называвшиеся также Бундестад), которые потом разрастались вместе с более старыми строениями.
4 апреля 1903 года в рамках коммуны был образован муниципальный посёлок Вингокер (часто в то время называвшийся также муниципальным поселком Бундестад), упраздненный 31 декабря 1962 года.
С 1971 года Вингокер входит в состав коммуны Вингокер в качестве административного центра.

## Экономика

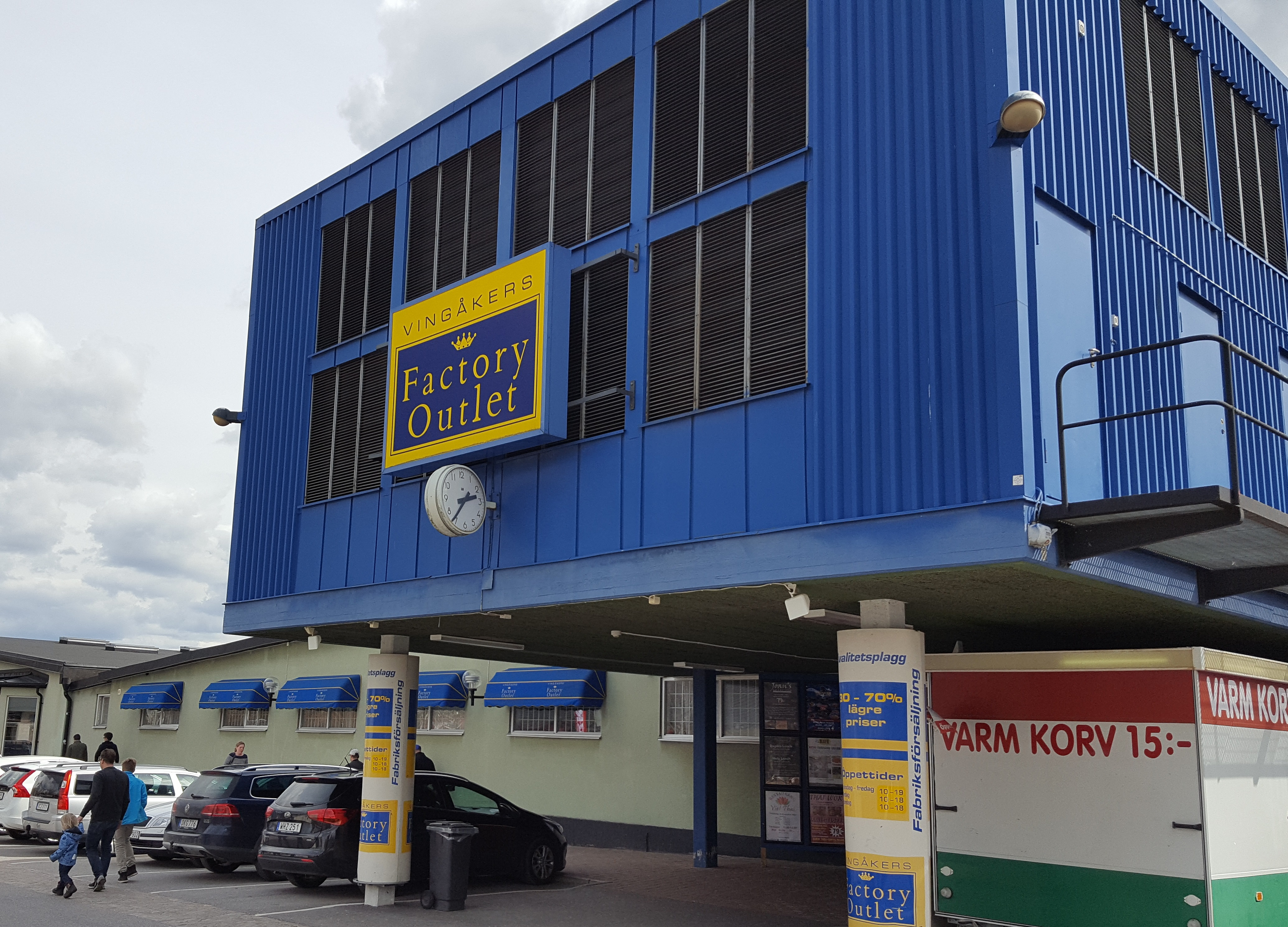
Дисконт-центр одежды в Вингокере

В Вингокере издавна процветало текстильное и швейное производство. В 1876 году здесь был открыт один из первых в стране цехов по пошиву одежды, который позже вырос до фабрики с персоналом до тысячи сотрудников.
Однако в 1950-х годах эти отрасли шведской экономики поразил кризис, продолжавшийся в течение десятилетий. Шведское швейное производство постепенно сворачивалось и перемещалось в другие страны, пока окончательно не прекратило существование. С 1997 года в помещениях бывшей фабрики расположился крупнейший в Скандинавии дисконт-центр фирменной одежды.
Текстильная промышленность по-прежнему является крупнейшей в коммуне отраслью хозяйства, но в настоящее время в форме производства промышленного текстиля.